# Alfred Drayton
Alfred Drayton (1 de novembro de 1881 – 26 de abril de 1949 (67 anos)) foi um ator britânico de cinema e teatro, que atuou em filmes durante a era do cinema mudo, entre 1916 e 1947.